# تشارلز إس. ويست
تشارلز إس. ويست (بالإنجليزية: Charles S. West)‏ هو محامي وقاضي وسياسي أمريكي، ولد في 24 سبتمبر 1829، وتوفي في 23 أكتوبر 1885. انتخب عضو مجلس نواب تكساس.